# Büchenbaum
Büchenbaum ist eine Ortschaft in Halver im Märkischen Kreis im Regierungsbezirk Arnsberg in Nordrhein-Westfalen (Deutschland).

## Lage und Beschreibung
Büchenbaum liegt auf 395 Meter über Normalnull im westlichen Halver an der Kreisstraße K3 zwischen Schwenke und Anschlag nahe der Grenze zu Wipperfürth auf der Wasserscheide zwischen den Flusssystemen der Wupper und der Ennepe. Nachbarorte sind Schwenke, Eschen, Büchen, In den Kuhlen, Kreimendahl, Hohenplanken, Auf der Bever und In den Eicken. Östlich verläuft die Trasse der stillgelegten Wuppertalbahn zwischen Halver und Radevormwald am Ort vorbei.

## Geschichte
Büchenbaum wurde erstmals 1777 urkundlich erwähnt und entstand vermutlich ab 1750 als ein Abspliss von Neuenhaus oder Hohenplanken.
Im Jahre 1818 lebten sechs Einwohner im Ort. Büchenbaum gehörte 1838 der Eickhöfer Bauerschaft innerhalb der Bürgermeisterei Halver an. Der laut der Ortschafts- und Entfernungs-Tabelle des Regierungs-Bezirks Arnsberg als Kotten kategorisierte Ort besaß zu dieser Zeit ein Wohnhaus und eine Fabrik bzw. Mühle. Zu dieser Zeit lebten zehn Einwohner im Ort, allesamt evangelischen Glaubens.
Das Gemeindelexikon für die Provinz Westfalen von 1887 gibt eine Zahl von sieben Einwohnern an, die in einem Wohnhaus lebten.
Bei Büchenbaum verlief auf der Trasse der heutigen Kreisstraße K3 eine vermutlich frühgeschichtliche Altstraße von Schwelm über Radevormwald nach Wegerhof vorbei, die als Eisen- und Kohlenstraße genutzt wurde.